# Tillac
Tillac är en kommun i departementet Gers i regionen Occitanien i sydvästra Frankrike. Kommunen ligger i kantonen Marciac som tillhör arrondissementet Mirande. År 2022 hade Tillac 278 invånare.

## Befolkningsutveckling
Antalet invånare i kommunen Tillac
Referens:INSEE